# Dave Grossman
Dave Grossman (San Francisco, 5 giugno 1965) è un autore di videogiochi e designer statunitense.

## Biografia
Grossman cominciò a lavorare come programmatore nel 1989, alla Lucasfilm Games (oggi conosciuta come LucasArts). L'anno successivo fa il suo esordio con l'avventura grafica The Secret of Monkey Island: oltre a svolgere mansioni da programmatore, collabora anche alla sceneggiatura del gioco, in collaborazione con Tim Schafer e Ron Gilbert.  Successivamente, si dedica allo sviluppo di un'altra avventura grafica, The Dig: questa prima versione, diretta da Noah Falstein, viene però ben presto accantonata. Nel frattempo Grossman lavora, sempre in qualità di programmatore e co-sceneggiatore, al sequel del suo primo gioco, Monkey Island 2: LeChuck's Revenge . Dopo la pubblicazione di quest'ultimo lavoro, Grossman, insieme a Tim Schafer, si dedica ad un altro seguito: Day of the Tentacle, cui i due lavorano sia come capi-progetto che come programmatori e sceneggiatori. Nel 1994 Grossman viene richiamato, per un periodo di tre mesi, a dirigere il progetto The Dig, ma viene quasi subito sostituito da Sean Clark; nello stesso periodo contribuisce, seppur in maniera minima, alla sceneggiatura di Full Throttle.
Nel 1995 Grossman lasciò la LucasArts, e cominciò a dedicarsi a tempo pieno all'attività di scrittore.  Entrò nuovamente in contatto con Ron Gilbert, che aveva anch'egli lasciato la LucasArts e aveva fondato una software house specializzata in giochi per bambini, la Humongous, per la quale Grossman scrisse alcune avventure grafiche. Nei primi anni 2000 ha anche scritto alcuni libri per bambini basati sugli stessi personaggi da lui creati alla Humongous.
Nel 2005 è tornato a dedicarsi attivamente al mondo dei videogiochi, entrando a far parte, come diversi altri ex-membri della LucasArts, della Telltale Games. Grossman ha lavorato come sceneggiatore e programmatore a Bone: Out from Boneville, e come capo-progetto a Bone: The Great Cow Race, entrambi basati sui fumetti di Bone creati da Jeff Smith. Tra il 2006 e il 2007 ha diretto il videogioco episodico Sam & Max Season One, mentre successivamente ha contribuito allo sviluppo della Sam & Max Season Two. Dal 2008 è supervisore del design della Talltale Games, e con questo ruolo ha preso parte allo sviluppo di  Strong Bad's Cool Game for Attractive People.  Nel 2009 ha lavorato come supervisore del design e autore del soggetto alla serie episodica Tales of Monkey Island.

## Videogiochi
- The Secret of Monkey Island (1990)
- Monkey Island 2: LeChuck's Revenge (1991)
- Day of the Tentacle (1993)
- Bone: Out from Boneville (2005)
- Bone: The Great Cow Race (2006)
- Sam & Max Season One (2006-2007)
- Sam & Max Season Two  (2007-2008)
- Strong Bad's Cool Game for Attractive People (2008)
- Tales of Monkey Island (2009)
- Back to the Future: The Game (2010–11)